# Белу-Жардин
Белу-Жардин (порт. Belo Jardim) — муниципалитет в Бразилии, входит в штат Пернамбуку. Составная часть мезорегиона Сельскохозяйственный район штата Пернамбуку. Находится в составе крупной городской агломерации. Входит в экономико-статистический микрорегион Вали-ду-Ипожука. Население составляет 81 871 человек. Занимает площадь 653,6 км². Плотность населения — 109,96 чел./км².

## История
Город основан в 1928 году.

## Статистика
- Валовой внутренний продукт на 2004 год составляет 387 637 000 реалов (данные: Бразильский институт географии и статистики).
- Валовой внутренний продукт на душу населения на 2004 год составляет 5 323 реалов (данные: Бразильский институт географии и статистики).

## География
Климат местности: полупустыня.